# 鲱科
鲱科（学名：Clupeidae）為輻鰭魚綱鯡形目的其中一科。它包含多種世界各地主要的食用魚，也有些被當作捕魚所需的餌料魚。

## 分布
本科魚類廣泛分布在北緯70°至南緯60°間的海域。

## 深度
大部份於水表層至20公尺以內。

## 特徵
本科魚類為小到中型銀色魚。各鰭皆無硬棘。背鰭單一而小，其後沒有脂鰭。體臘腸形，切面卵圓，且腹緣鈍圓，無稜鱗；或體高而短，強度側扁。腹緣銳利，具稜鱗；或體長橢圓，側扁；腹緣銳利或鈍圓，通常有稜鱗，有時且有銳棘。鱗片完整易脫落。大部分魚種沒有側線，若有且細小。

## 分類
鲱科下分64個屬，如下：

### 鈍腹鯡屬（Amblygaster）
- 勃氏鈍腹鯡 Amblygaster clupeoides ：又稱短頷鈍腹鯡。
- Amblygaster indiana Mary, Balasubramanian, Selvaraju & Shiny, 2017 [2]
- 鈍腹鯡 Amblygaster leiogaster ：又稱平胸圓腹沙丁。
- 斑點鈍腹鯡 Amblygaster sirm ：又稱西姆圓腹沙丁、多斑钝腹沙丁。

### 無齒鰶屬（Anodontostoma）
- 無齒鰶 Anodontostoma chacunda
- 印尼無齒鰶 Anodontostoma selangkat
- 泰國無齒鰶 Anodontostoma thailandiae

### 油鯡屬（Brevoortia）
- 巴西油鯡 Brevoortia aurea ：又稱金油鯡。
- 貢氏油鯡 Brevoortia gunteri
- 大鱗油鯡 Brevoortia patronus
- 阿根廷油鯡 Brevoortia pectinata ：又稱梳油鯡。
- 黃鰭油鯡 Brevoortia smithi ：又稱史氏油鯡。
- 大西洋油鯡 Brevoortia tyrannus ：又稱暴油鯡。

### 犬齒鰳屬（Chirocentrodon）
- 勃氏犬齒鰳 Chirocentrodon bleekerianus ：又稱條紋犬齒鰳。

### 盾齒鰶屬（Clupanodon）
- 盾齒鰶 Clupanodon thrissa ：又稱花鰶。

### 鋸齒鯡屬（Clupeichthys）
- 泰國鋸齒鯡 Clupeichthys aesarnensis
- 加里曼丹鋸齒鯡 Clupeichthys bleekeri ：又稱布氏鋸齒鯡。
- 縱紋鋸齒鯡 Clupeichthys goniognathus
- 馬來西亞鋸齒鯡 Clupeichthys perakensis

### 似鯡屬（Clupeoides）
- 加里曼丹似鯡 Clupeoides borneensis
- 高體似鯡 Clupeoides hypselosoma
- 窄體似鯡 Clupeoides papuensis
- 寬帶似鯡 Clupeoides venulosus

### 剛果棱鯷屬（Congothrissa）
- 哥氏剛果棱鯷 Congothrissa gossei

### 細齒鯡屬（Corica）
- 曼谷細齒鯡 Corica laciniata
- 印度細齒鯡 Corica soborna ：又稱索布細齒鯡。

### 少棱圓鯡屬（Dayella）
- 印尼少棱圓鯡 Dayella malabarica ：又稱馬拉巴少棱圓鯡。

### 真鰶屬（Dorosoma）
- 墨西哥真鰶 Dorosoma anale
- 美洲真鰶 Dorosoma cepedianum
- 尼加拉瓜真鰶 Dorosoma chavesi ：又稱蔡氏真鰶。
- 佩坦真鰶 Dorosoma petenense
- 太平洋真鰶 Dorosoma smithi ：又稱史氏真鰶。

### 多棱圓鯡屬（Ehirava）
- 南亞多棱圓鯡 Ehirava fluviatilis Deraniyagala, 1929

### 葉鯡屬（Escualosa）
- 長體葉鯡 Escualosa elongata
- 葉鯡 Escualosa thoracata ：又稱玉鱗魚。

### 篩鯡屬（彎耙鯡屬）（Ethmalosa）
- 篩鯡 Ethmalosa fimbriata

### 棱背鯡屬（Ethmidium）
- 太平洋棱背鯡 Ethmidium maculatum ：又稱斑紋棱背鯡。

### 吉氏鯡屬（Gilchristella）
- 南非吉氏鯡 Gilchristella aestuaria ：又稱河口吉氏鯡。

### 多鱗鰶屬（Gonialosa）
- 恆河多鱗鰶 Gonialosa manmina
- 緬甸多鱗鰶 Gonialosa modesta
- 懷氏多鱗鰶 Gonialosa whiteheadi

### 小鱗鰣屬（Gudusia）
- 印度小鱗鰣 Gudusia chapra
- 緬甸小鱗鰣 Gudusia variegata ：又稱雜色小鱗鰣。

### 青鱗魚屬（Harengula）
- 似鯡青鱗魚 Harengula clupeola
- 紅耳青鱗魚 Harengula humeralis
- 大西洋青鱗魚 Harengula jaguana
- 太平洋青鱗魚 Harengula thrissina

### 花點鰣屬（Hilsa）
- 花點鰣 Hilsa kelee

### 南鯡屬（Hyperlophus）
- 東澳南鯡 Hyperlophus translucidus ：又稱透體南鯡。
- 南鯡 Hyperlophus vittatus

### 任氏鯡屬（Jenkinsia）
- 寬帶任氏鯡 Jenkinsia lamprotaenia
- 小眼任氏鯡 Jenkinsia majua
- 短帶任氏鯡 Jenkinsia parvula
- 美洲任氏鯡 Jenkinsia stolifera

### 斑鰶屬（Konosirus）
- 窩斑鰶 Konosirus punctatus ：又稱斑鰶。

### 圓腹棱鯡屬（Laeviscutella）
- 圓腹棱鯡 Laeviscutella dekimpei

### 側帶鯡屬（Lile）
- 細側帶鯡 Lile gracilis
- 黑帶側帶鯡 Lile nigrofasciata
- 大西洋側帶鯡 Lile piquitinga
- 太平洋側帶鯡 Lile stolifera

### 湖鯡屬（Limnothrissa）
- 小齒湖鯡 Limnothrissa miodon ：又稱中非湖鯡。

### 小棱鯡屬（Microthrissa）
- 剛果河小棱鯡 Microthrissa congica
- 微體小棱鯡 Microthrissa minuta
- 姆韋魯湖小棱鯡 Microthrissa moeruensis
- 羅氏小棱鯡 Microthrissa royauxi
- 懷氏小棱鯡 Microthrissa whiteheadi

### 擬小鯡屬（Minyclupeoides）
- 齒耙擬小鯡 Minyclupeoides dentibranchialus

### 細棱鯡屬（Nannothrissa）
- 通巴湖細棱鯡 Nannothrissa parva ：又稱小細棱鯡。
- 施氏細棱鯡 Nannothrissa stewarti

### 海鰶屬（Nematalosa）
- 阿拉伯海鰶 Nematalosa arabica
- 環球海鰶 Nematalosa come ：又稱西太平洋海鰶。
- 北澳海鰶 Nematalosa erebi ：又稱埃氏海鰶。
- 弗萊河海鰶 Nematalosa flyensis
- 南亞海鰶 Nematalosa galatheae
- 日本海鰶 Nematalosa japonica
- 高鼻海鰶 Nematalosa nasus ：又稱圓吻海鰶。
- 巴布亞海鰶 Nematalosa papuensis
- 神女海鰶 Nematalosa persara
- 繩紋海鰶 Nematalosa resticularia
- 西澳海鰶 Nematalosa vlaminghi ：又稱弗氏海鰶。

### 新後鰭魚屬（Neoopisthopterus）
- 古巴新後鰭魚 Neoopisthopterus cubanus
- 東太平洋新後鰭魚 Neoopisthopterus tropicus ：又稱熱帶新後鰭魚。

### 半嵴鯡屬（Odaxothrissa）
- 安氏半脊鯡 Odaxothrissa ansorgii
- 非洲半脊鯡 Odaxothrissa losera
- 長頷半脊鯡 Odaxothrissa mento
- 條紋半嵴鯡 Odaxothrissa vittata

### 長鰭鰳屬（Odontognathus）
- 加勒比長鰭鰳 Odontognathus compressus
- 圭亞那長鰭鰳 Odontognathus mucronatus ：又稱齒頜長鰭鰳。
- 巴拿馬長鰭鰳 Odontognathus panamensis

### 後絲鯡屬（Opisthonema）
- 加拉帕戈斯後絲鯡 Opisthonema berlangai ：又稱伯氏後絲鯡。
- 蒲氏後絲鯡 Opisthonema bulleri
- 太平洋後絲鯡 Opisthonema libertate
- 少耙後絲鯡 Opisthonema medirastre
- 大西洋後絲鯡 Opisthonema oglinum ：又稱線鯡。

### 寬頜鯡屬（Pellonula）
- 小齒寬頜鯡 Pellonula leonensis ：又稱諾曼小棱鯡、米氏寬頜鯡。
- 大齒寬頜鯡 Pellonula vorax

### 孔頭鯡屬（Platanichthys）
- 孔頭鯡 Platanichthys platana

### 光腹多齒鰳屬（Pliosteostoma）
- 黃鰭光腹多齒鰳 Pliosteostoma lutipinnis

### 雜棱鯡屬（Poecilothrissa）
- 西非雜棱鯡 Poecilothrissa centralis

### 澳洲河鯡屬（Potamalosa）
- 澳洲河鯡 Potamalosa richmondia

### 河棱鯡屬（Potamothrissa）
- 尖吻河棱鯡 Potamothrissa acutirostris
- 鈍吻河棱鯡 Potamothrissa obtusirostris
- 懷氏河棱鯡 Potamothrissa whiteheadi

### 光背鰳屬（Raconda）
- 光背鰳 Raconda russeliana

### 若鯡屬（Ramnogaster）
- 穹若鯡 Ramnogaster arcuata
- 烏拉圭若鯡 Ramnogaster melanostoma ：又稱黑口若鯡。

### 吻沙丁魚屬（Rhinosardinia）
- 亞馬遜吻沙丁魚 Rhinosardinia amazonica
- 巴西吻沙丁魚 Rhinosardinia bahiensis

### 沙丁魚屬（Sardina）
- 沙丁魚 Sardina pilchardus

### 擬沙丁屬（Sardinops）
也称沙瑙魚屬。
- 遠東擬沙丁魚 Sardinops sagax ：又稱遠東砂璃魚、美洲擬沙丁魚、澳洲擬沙丁魚、南非擬沙丁魚、南美擬沙丁魚、樂擬沙丁魚。

### 薩氏鯡屬（Sauvagella）
- 馬達加斯加薩氏鯡 Sauvagella madagascariensis
- 強壯薩氏鯡 Sauvagella robusta

### 西拉棱鯡屬（Sierrathrissa）
- 西拉棱鯡 Sierrathrissa leonensis

### 銀帶鯡屬（Spratelloides）
- 鏽眼銀帶鯡 Spratelloides delicatulus
- 日本銀帶鯡 Spratelloides gracilis
- 萊氏銀帶鯡 Spratelloides lewisi
- 飾鱗銀帶鯡 Spratelloides robustus ：又稱壯體銀帶鯡。

### 似黍鯡屬（Spratellomorpha）
- 雙鰭似黍鯡 Spratellomorpha bianalis

### 黍鯡屬（Sprattus）
- 藍背黍鯡 Sprattus antipodum (Hector, 1872)
- Sprattus arewhana Schwarzhans, 2019
- 智利黍鯡 Sprattus fuegensis (Jenyns, 1842)：又稱富瓊黍鯡。
- Sprattus haleciformis Girgensohn, 1846
- 繆氏黍鯡 Sprattus muelleri (Klunzinger, 1879)
- 新荷蘭黍鯡 Sprattus novaehollandiae (Valenciennes, 1847)
- 黍鯡 Sprattus sprattus (Linnaeus, 1758)

### 甲棱鯡屬（Stolothrissa）
- 坦噶尼喀甲棱鯡 Stolothrissa tanganicae

### 巽他銀魚屬（Sundasalanx）
- 馬氏巽他銀魚 Sundasalanx malleti
- 大眼巽他銀魚 Sundasalanx megalops
- 湄公河巽他銀魚 Sundasalanx mekongensis
- 中眼巽他銀魚 Sundasalanx mesops
- 小巽他銀魚 Sundasalanx microps
- 扁吻巽他銀魚 Sundasalanx platyrhynchus
- 巽他銀魚 Sundasalanx praecox

### 鰣屬（Tenualosa）
- 雲鰣 Tenualosa ilisha
- 長尾鰣 Tenualosa macrura
- 鰣 Tenualosa reevesii
- 密鰓鰣 Tenualosa thibaudeaui ：又稱東南亞鰣。
- 托氏鰣 Tenualosa toli

### 小細鯡屬（Thrattidion）
- 小細鯡 Thrattidion noctivagus

## 生態
典型沿岸魚。群游性。以小型浮游生物為食，屬濾食性魚類，其本身也是其他大型掠食魚類所捕食的對象，在食物鏈上具有重要的地位。有些魚種會溯游至河口區。大部分魚種一次可產下數以萬計的卵。

## 經濟利用
多为食用魚；新鮮時可清蒸，亦可晒乾食用。部份種類是具有高經濟價值的魚種。